# Carlos de la Vega Díaz
Carlos de la Vega Díaz (Madrid, 24 de gener de 1980) és un exfutbolista madrileny, que ocupava la posició de defensa.

## Trajectòria
Format al planter del Rayo Vallecano, també va militar als conjunt de l'Alcalá i l'Alcorcón, de la regió madrilenya. La temporada 02/03 hi debuta a la primera divisió amb els vallecan, únic encontre que hi disputa eixa campanya, en la qual el Rayo perd la categoria.
El 2007 retorna al Rayo Vallecano, amb qui puja a Segona Divisió el 2008. Al febrer del 2009, el futbolista va ser arrestat dins una operació anti-droga duta a terme a Madrid. Vuit dies després, va pagar una fiança de 30.000 euros.
Al desembre del 2009 és cedit a la SD Huesca, també de la categoria d'argent.

## Acusació de arcotràfic i absolució
El febrer de 2009 va ser detingut en veure's implicat en una xarxa de narcotràfic en la qual participaven persones vinculades al futbol com Zoran Matijevic, Txutxi, Pablo Acosta o Predrag Stanković. En la denominada Operació Cicló es van decomissar 600 quilos de cocaïna. Va ser posat en llibertat amb càrrecs, i posteriorment absolt. El febrer de 2015 el Tribunal Suprem li va confirmar l'absolució dictada per l'Audiència Nacional.